# 꽃보다
꽃보다 시리즈는 tvN에서 방영된 해외 배낭 여행기를 담은 리얼 버라이어티 텔레비전 프로그램 시리즈이다.